# アンドリー・フシン
アンドリー・フシン（アンドリイ・レオニードヴィチ・フーシン, ウクライナ語: Андрі́й Леоні́дович Гу́сін, Andriy Husin, 1972年12月11日 - 2014年9月17日）は、ウクライナのサッカー選手、サッカー指導者。

## 選手経歴
共に著名な陸上競技選手だった父・レオニードと母・ヴァレンティナの間に生まれた。当初はFCカルパティ・リヴィウの下部組織で陸上競技とサッカーを習い大学でも陸上競技を専門にしていたが、やがてサッカーを選択した。
1992年夏にカルパティ・リヴィウのトップチームに昇格し、FCニヴァ・テルノーピリ戦でデビューをした。
1993年にヴァレリー・ロバノフスキーが監督を務めるFCディナモ・キーウへ移籍。当初はフォワードを務めていたがミッドフィールダーに転向すると「中盤のダイナモ」として豊富な運動量を生かしてピッチの広範囲をカバーしつつ、効果的な攻撃参加を行った。1995年にCSCAボリスフェン・キーウへ期限付き移籍したことを除き12シーズンに渡ってクラブに在籍し、ウクライナ・プレミアリーグ優勝7回 (1997, 1998, 1999, 2000, 2001, 2003, 2004) 、カップ優勝4回 (1998, 1999, 2000, 2003) に貢献した。また、国際舞台においてもUEFAチャンピオンズリーグ 1997-98では準々決勝進出、UEFAチャンピオンズリーグ 1998-99では準決勝進出に貢献した。
ウクライナ代表としては1993年6月25日に行われたクロアチア代表との国際親善試合でデビューし、この試合で初得点を決めた。2005年6月8日に行われた2006 FIFAワールドカップ・ヨーロッパ予選のギリシャ代表戦では決勝点をあげる活躍を見せ同国の予選突破に貢献すると、2006年にドイツで開催された2006 FIFAワールドカップでは全5試合に出場し準々決勝進出に貢献した。同年9月6日に行われたUEFA EURO 2008予選のジョージア代表戦を最後に引退した。
クラブレベルではディナモ・キーウを退団後、ロシアのクリリヤ・ソヴェトフ・サマーラ、サトゥルン・ラメンスコーエ、FCヒムキといったクラブを渡り歩き2009年に現役を引退した。

## 引退後
引退後はFCディナモ＝2 キーウの監督、クリリヤ・ソヴェトフ・サマーラやFCアンジ・マハチカラのコーチを歴任した。2014年9月17日、キーウ郊外のサーキットでオートバイを運転中にハンドル操作を誤り事故死した。41歳没。

## 代表歴

### 出場大会
- ウクライナ代表
  - 2006 FIFAワールドカップ

### 試合数
- 国際Aマッチ 71試合 9得点（1993年-2006年）[7][1]

| ウクライナ代表 | 国際Aマッチ | 国際Aマッチ |
| 年             | 出場        | 得点        |
| -------------- | ----------- | ----------- |
| 1993           | 1           | 1           |
| 1994           | 1           | 0           |
| 1995           | 2           | 1           |
| 1996           | 0           | 0           |
| 1997           | 5           | 0           |
| 1998           | 5           | 1           |
| 1999           | 9           | 1           |
| 2000           | 5           | 1           |
| 2001           | 2           | 0           |
| 2002           | 9           | 0           |
| 2003           | 6           | 0           |
| 2004           | 5           | 1           |
| 2005           | 9           | 3           |
| 2006           | 12          | 0           |
| 通算           | 71          | 9           |

### 得点
出典
| # | 開催日         | 開催地                     | 対戦国     | 結果 | 大会                          |
| - | -------------- | -------------------------- | ---------- | ---- | ----------------------------- |
| 1 | 1993年6月25日  | クロアチア、ザグレブ       | クロアチア | 1-3  | 親善試合                      |
| 2 | 1995年9月6日   | リトアニア、ヴィリニュス   | リトアニア | 3-1  | UEFA EURO '96予選             |
| 3 | 1998年10月14日 | ウクライナ、キーウ         | アルメニア | 2-0  | UEFA EURO 2000予選            |
| 4 | 1999年6月5日   | ウクライナ、キーウ         | アンドラ   | 4-0  | UEFA EURO 2000予選            |
| 5 | 2000年10月7日  | アルメニア、エレバン       | アルメニア | 3-2  | 2002 FIFAワールドカップ・予選 |
| 6 | 2004年9月4日   | デンマーク、コペンハーゲン | デンマーク | 1-1  | 2006 FIFAワールドカップ・予選 |
| 7 | 2005年2月9日   | アルバニア、ティラナ       | アルバニア | 2-0  | 2006 FIFAワールドカップ・予選 |
| 8 | 2005年6月8日   | ギリシャ、アテネ           | ギリシャ   | 1-0  | 2006 FIFAワールドカップ・予選 |
| 9 | 2005年10月12日 | ウクライナ、キーウ         | 日本       | 1-0  | 親善試合                      |